# Antalis agilis
Antalis agilis is een Scaphopodasoort uit de familie van de Dentaliidae. De wetenschappelijke naam van de soort werd voor het eerst geldig gepubliceerd in 1872 door Michael Sars.